# Saint-Bonnet-Avalouze
Saint-Bonnet-Avalouze foi uma comuna francesa na região administrativa da Nova Aquitânia, no departamento de Corrèze. Estende-se por uma área de 5,14 km². Em 2010 a comuna tinha 202 habitantes (densidade: 39,3 hab./km²).
Em 1 de janeiro de 2019, passou a formar parte da nova comuna de Laguenne-sur-Avalouze.